# Chaonan (socken i Kina)
Chaonan (kinesiska: 朝南乡, 朝南) är en socken i Kina. Den ligger i den autonoma regionen Guangxi, i den södra delen av landet, omkring 430 kilometer nordost om regionhuvudstaden Nanning.
Genomsnittlig årsnederbörd är 1 959 millimeter. Den regnigaste månaden är april, med i genomsnitt 306 mm nederbörd, och den torraste är oktober, med 47 mm nederbörd.